# Palchi

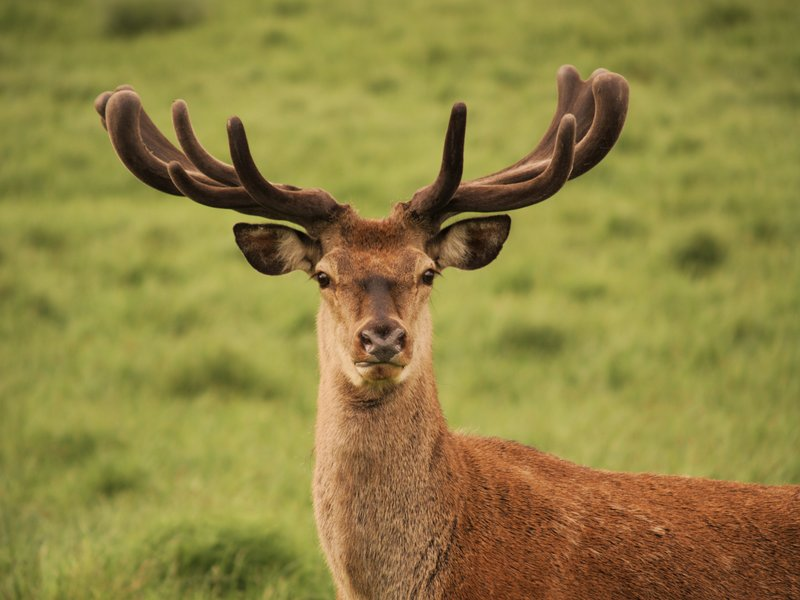
Un esemplare di Cervus elaphus

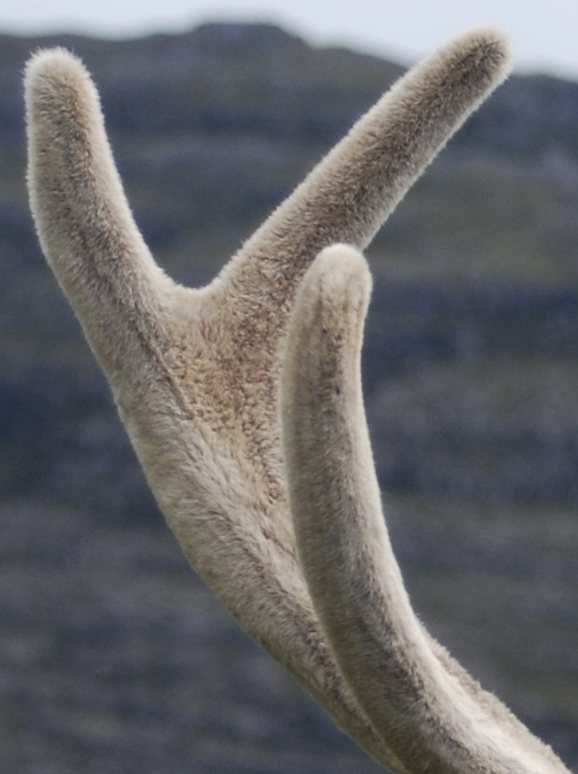
Velluto

I palchi sono le appendici ramificate che si trovano sul capo di quasi tutte le specie appartenenti alla famiglia dei Cervidi.

## Caratteristiche
I palchi sono impropriamente considerati corna e sono di derivazione mesodermica e ectodermica, formati completamente da tessuto osseo. Si tratta di strutture massicce con scopo soprattutto difensivo, ma anche atte all'attrazione delle femmine.
I palchi dei cervidi hanno le seguenti caratteristiche:
- sono ramificati
- sono costituiti solo da un particolare tessuto liposo, senza un rivestimento corneo.
- vengono rinnovati periodicamente (di solito ogni anno).

Natura differente hanno le corna dei cosiddetti cavicorni: membri della famiglia dei Bovidi, che comprende i bovini domestici e selvatici (bue, yak, zebù, bufalo, bisonte…), i caprini (pecore, capre, mufloni, stambecchi ecc.) ed altre sottofamiglie (antilopi, gazzelle e affini). Le corna dei cavicorni hanno, in generale, le seguenti caratteristiche:
- sono semplici, costituite, cioè, da una struttura senza ramificazioni, anche se spesso ripiegata, ricurva, avvolta a spirale o con nodosità.
- sono costituite da una base ossea (os cornu), poggiante sul cranio, che una volta danneggiata o spezzata non si rigenera, rivestita esternamente da uno strato corneo (che ha la stessa origine, quindi, di pelle e peli).

## Sviluppo
La crescita e la successiva caduta dei palchi vengono regolate da due ormoni: l'ormone somatotropo ed il testosterone, che è un ormone squisitamente maschile, infatti i palchi vengono portati quasi esclusivamente dai maschi adulti. L'unica eccezione, tra i Cervidi, è costituita dalla renna e dal caribù (la renna selvatica del Nord America), in cui anche le femmine possiedono dei palchi, comunque più piccoli di quelli maschili.
- L'ormone somatotropo è quello che determina la crescita dei palchi. Quando il tessuto è in crescita è riccamente vascolarizzato e rivestito esternamente da una morbida peluria: il velluto.
- Il testosterone, invece, determina la progressiva ossificazione dei palchi e, quindi, la chiusura dei vasi che li nutrono. Ciò determina in primo luogo l'arresto della crescita (in animali sterilizzati, quindi privi di testosterone, il palco ha una crescita indeterminata), la morte e il distacco del velluto, e infine la caduta dei palchi.

## Le specie italiane
In Italia vivono tre specie di Cervidi: il cervo (Cervus elaphus), il daino (Dama dama) e il capriolo (Capreolus capreolus).
Di anno in anno il palco del cervo e del daino diventa sempre più grande e complesso, tanto che può essere usato come indice dell'età dell'animale, anche se il numero delle punte non corrisponde esattamente al numero degli anni di vita dell'animale.
Nel cervo i giovani di circa un anno o due (fusoni), hanno palchi senza ramificazioni, detti anche pugnali. Dopo il secondo anno di vita e fino al quinto abbiamo i maschi giovani con almeno tre ramificazioni. Quindi, dopo il quinto anno di età i maschi diventano adulti e, normalmente, presentano sei ramificazioni. Da quel momento in avanti il numero di ramificazioni non cresce più, ma le dimensioni e la massa dei palchi diventano progressivamente maggiori con il passare degli anni e il loro colore si fa più scuro rispetto ai giovani. Questo fino al quattordicesimo-quindicesimo anno d'età dell'animale, quando, ormai raggiunta la senilità, il trofeo inizia a regredire.
Un discorso analogo vale per i daini: fino al secondo anno di vita abbiamo i fusoni con i due pugnali, dopodiché il palco inizia a ramificarsi e ad allargarsi nella pala terminale, diventando gradatamente più ampio ed esteso. Raggiunto il tredicesimo anno d'età, poi, il trofeo inizia a regredire.
Importanti per la formazione, le dimensioni e l'aspetto del trofeo, poi, non sono soltanto gli anni di vita, ma anche fattori genetici, lo stato di salute dell'animale, l'alimentazione e lo stress.
Per il capriolo, invece, questa relazione età – dimensioni del trofeo non vale: fin dal secondo anno d'età, infatti, questo presenta sempre tre punte. Riduzioni delle dimensioni o del numero di punte del trofeo sono imputabili ad un cattivo stato di salute dell'animale, allo stress o, tutt'al più, a fattori genetici. Non sono rari i casi di animali con due o una sola punta o addirittura con palchi asimmetrici proprio per motivi ereditari.
I palchi dei caprioli sono costituiti di una sostanza cartilaginea con alto contenuto nutritivo e, una volta caduti, i palchi sono preda di altri animali che se ne nutrono. Per questo motivo è molto raro rinvenire palchi caduti nei caprioli, cosa più semplice negli altri due Cervidi presenti in Italia (Cervo e Daino).

## Araldica

Blasone

I palchi dei cervidi sono un elemento ricorrente in araldica, quale simbolo di nobiltà antica e generosa, oltre che di longevità.

## Galleria d'immagini

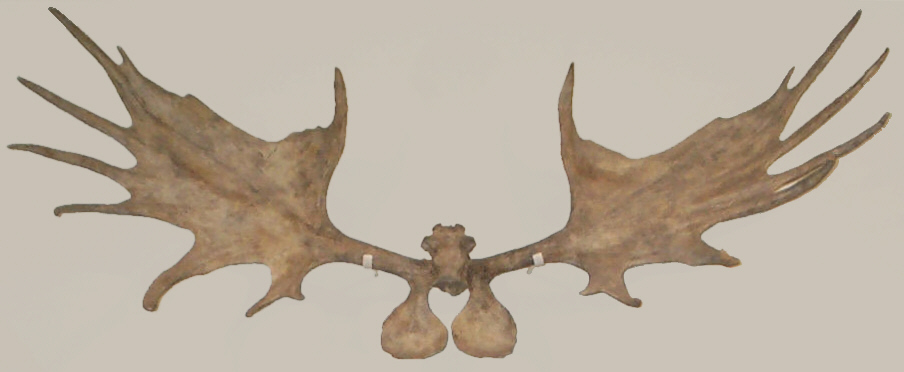
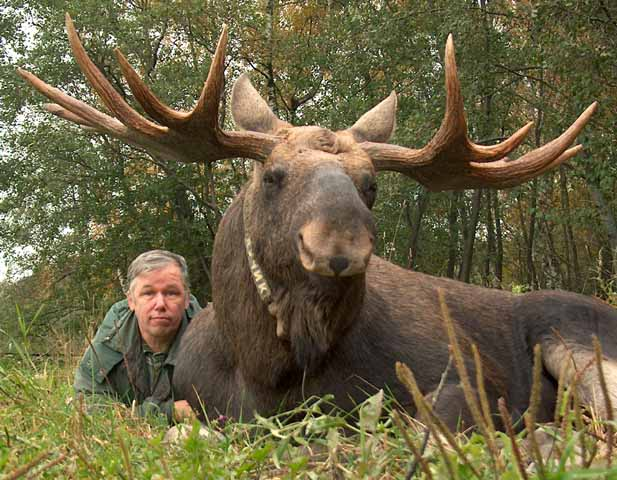
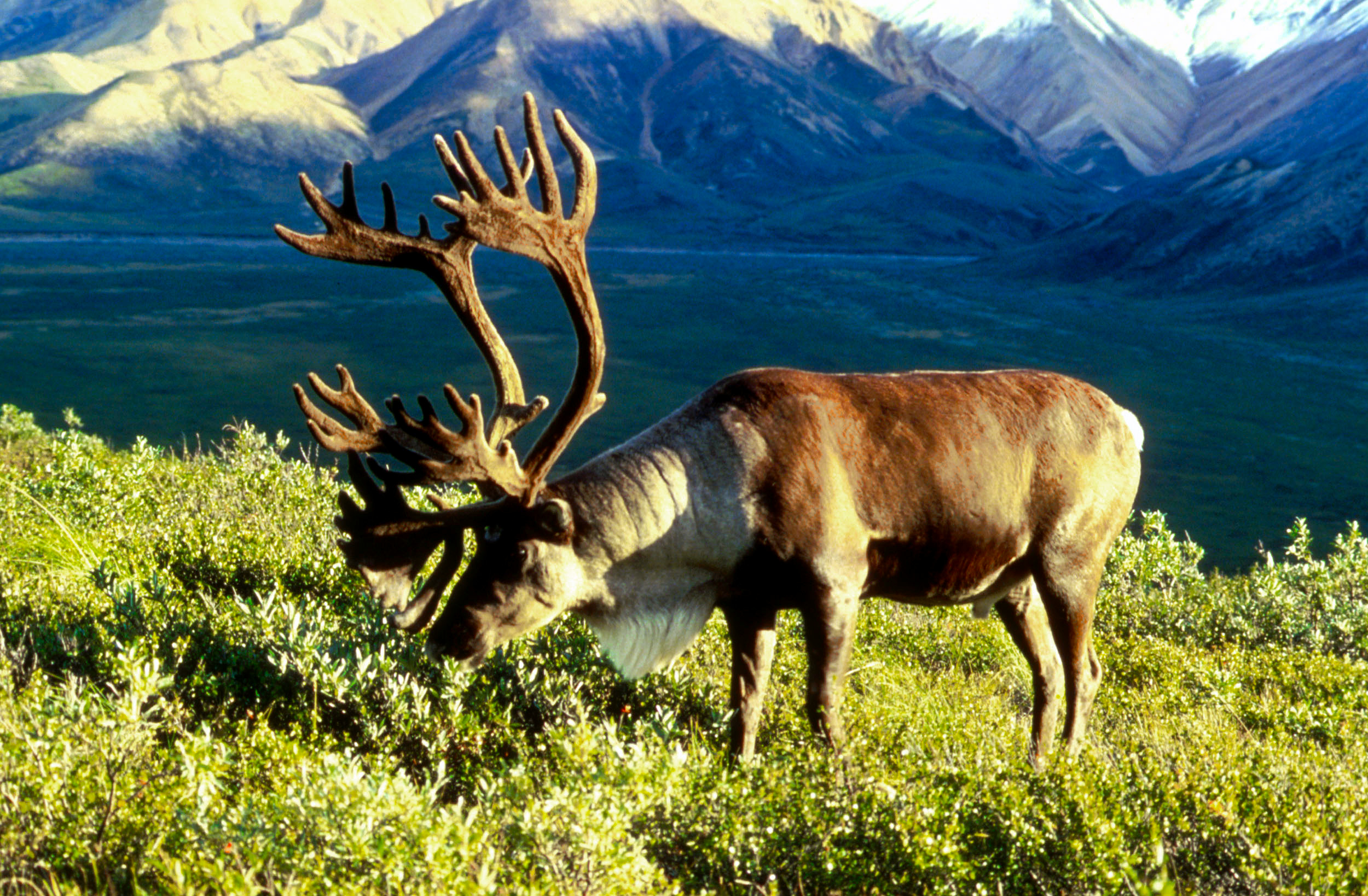
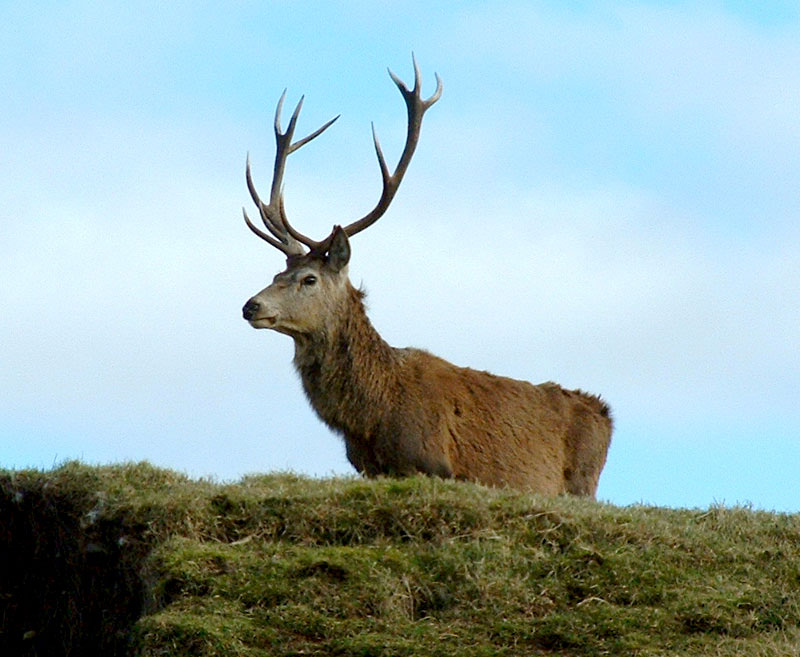
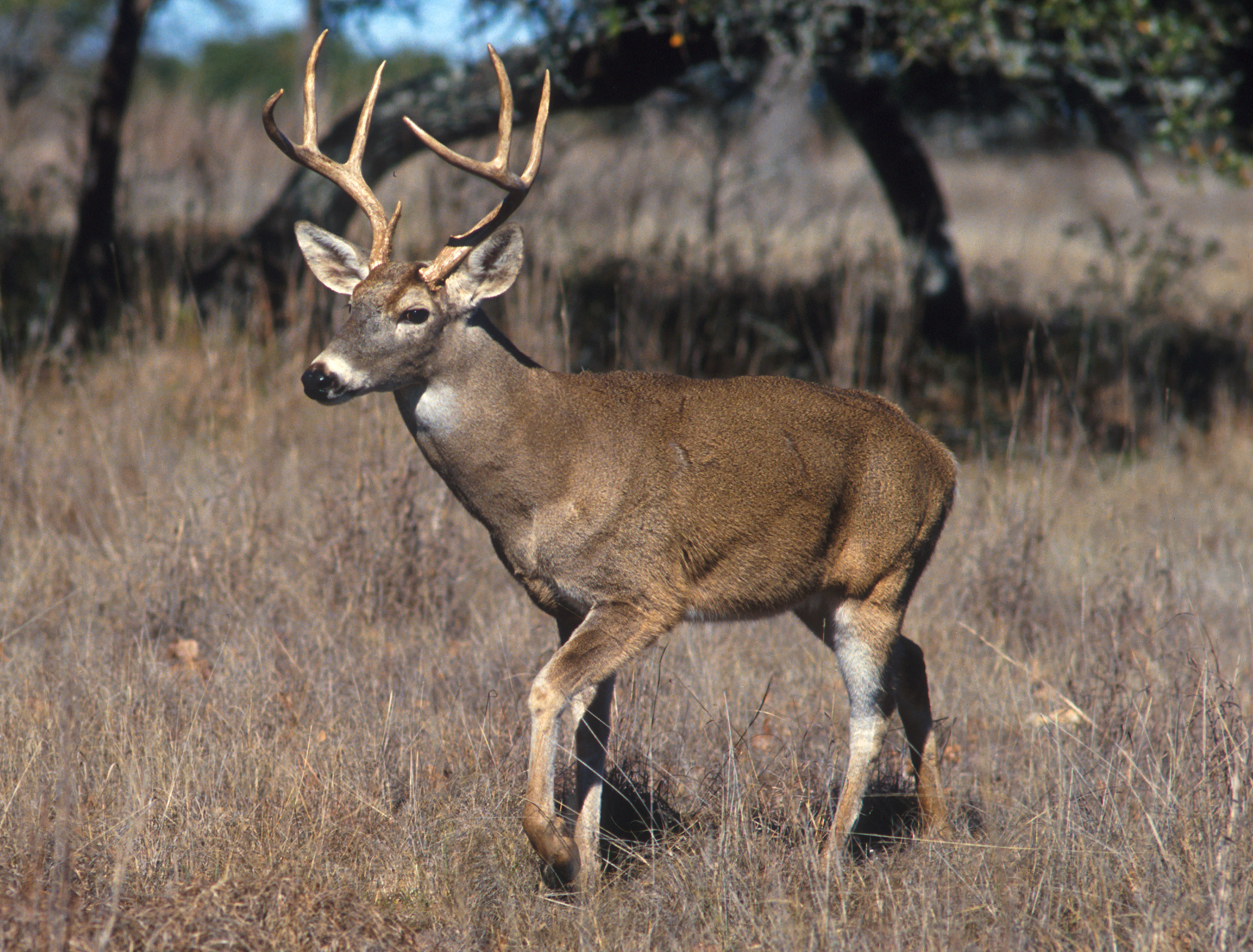
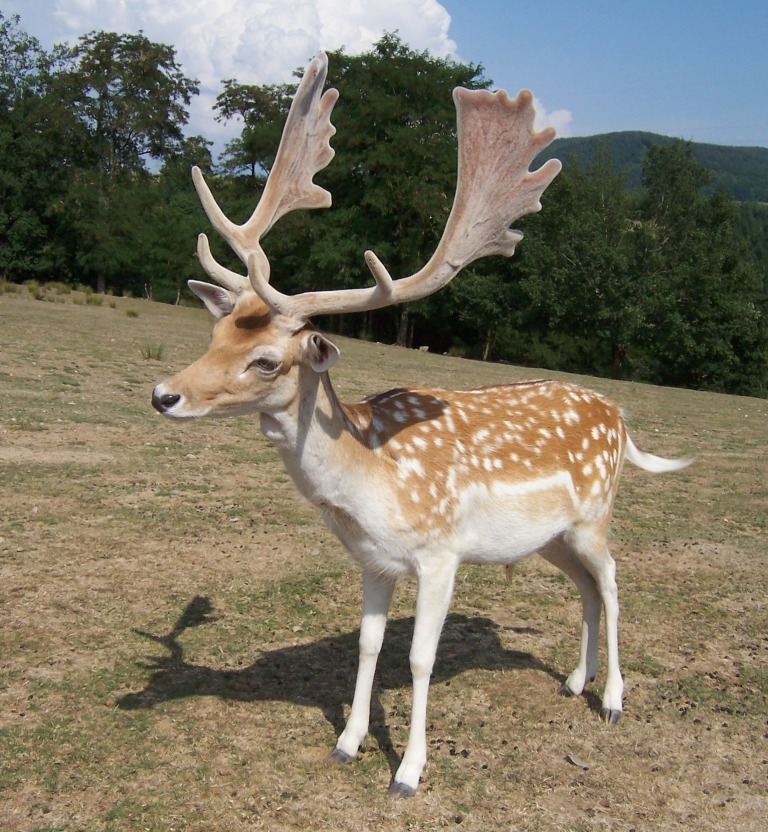
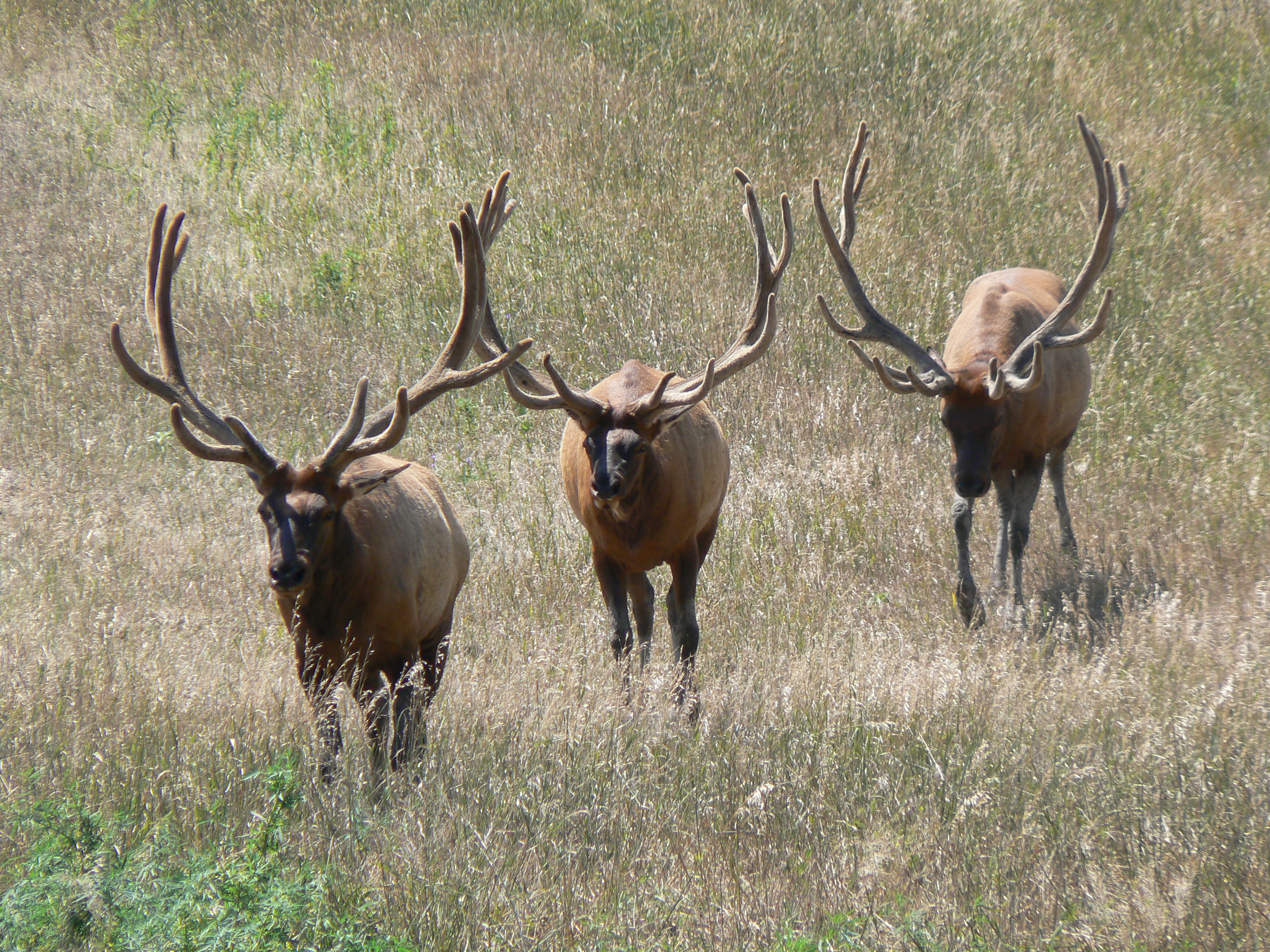
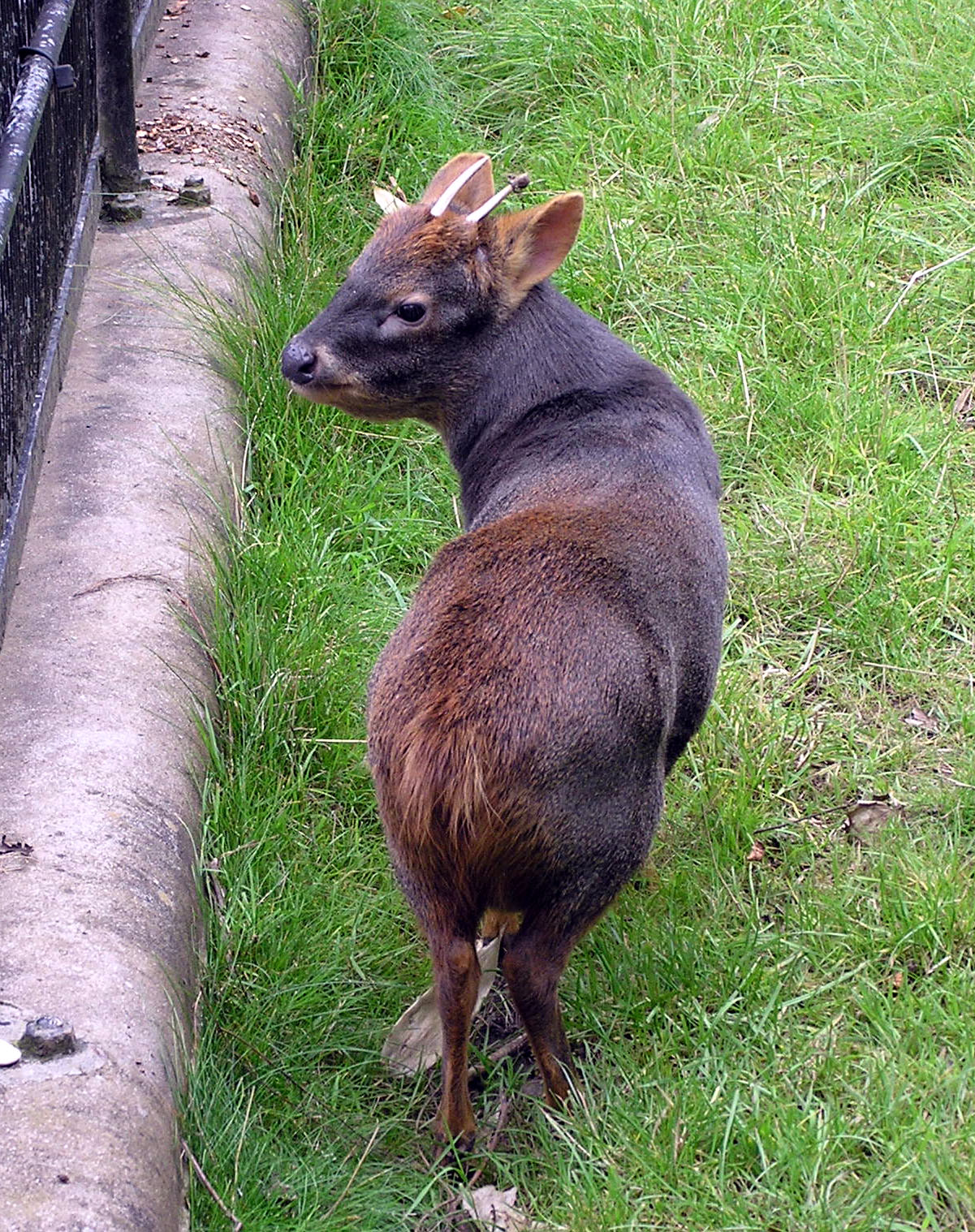